# Fistulinella gloeocarpa
Fistulinella gloeocarpa är en svampart som beskrevs av Pegler 1983. Fistulinella gloeocarpa ingår i släktet Fistulinella och familjen Boletaceae.   Inga underarter finns listade i Catalogue of Life.